# Las Gobas
Las Gobas de Laño y Santorkaria (Santocaria: Santa Leocadia, virgen hispanovisigoda) son un conjunto de cuevas rupestres artificiales declaradas Bien de Interés Cultural el 23 de junio de 1978. Su estado de conservación, cantidad y calidad del paisaje han hecho que reciba el nombre de «la Capadocia treviñesa». El nombre de gobas deriva del topónimo vasco «goba» (cueva).
El conjunto consta de un total de treinta y una cuevas, dieciocho en Santorkaria y trece en Las Gobas. Su origen se debe al establecimiento de eremitas en la zona durante el siglo IV Posteriormente hasta el siglo XI tuvieron otros usos muy diversos.

## Localización
Las cuevas rupestres se encuentran excavadas en las paredes rocosas calizas que flanquean el arroyo Barruntia (río Laño), en Laño (Condado de Treviño, Burgos). Las Gobas están en la parte oeste, en la Peña del Cerro y Santorkaria en la parte este. A ambas se accede por la carretera BU-V-7418, entre las localidades de Albaina y Laño. El acceso final es exclusivamente peatonal.
El recorrido está incluido en la GR-38, la llamada Ruta del vino y del pescado que transcurre desde Oyón en la Rioja Alavesa hasta el puerto marítimo de Bermeo en Vizcaya.

## Características de las cuevas
La técnica de labra es bastante uniforme, con huellas de instrumentos de punta cónica muy aguda y menos de corte plano, regularizando suelos, paredes, vanos y techos. Dificulta mucho su clasificación artística y cronológica el hecho de que su arquitectura no sea de construcción sino de vaciado.
Las plantas son muy variadas, con tendencia hacia el rectángulo de esquinas redondeadas en los espacios más amplios, y groseramente circulares en las pequeñas cámaras. Varios conjuntos evidencian su condición de templos en la disposición basilical, con ábside en herradura al este y frecuente contraábside, además de abrirse a una cámara por el norte.

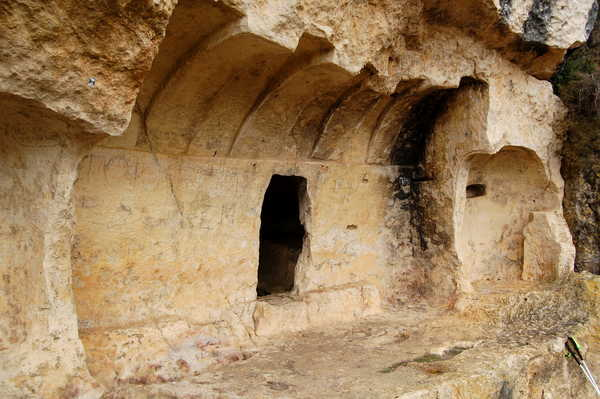
Cueva en Gobas de Laño

Inicialmente se construyeron los eremitorios, que se entienden dentro del desarrollo que alcanzó en el alto medievo la vida eremítica. Son varias las cuevas de este complejo eremítico, en dos de las cuales se puede ver bien diferenciado un espacio oriental destinado al santuario, y en el lado contrario la celda del eremita, así como sepulturas excavadas en el suelo. Incluso se aprecia en un caso cómo en el techo se talla una especie de resaltes, como si fueran arcos de refuerzo o fajones. También se ve en la piedra que serviría de altar el hueco de las reliquias. En una de las cuevas hay abundancia de grafitos representando aves y cuadrúpedos, así como algunas líneas epigráficas. No se pueden leer, aunque se aprecian los nombres de los santos Atanasio y Primitivo.
Los vanos de arco de herradura, el hueco de reliquias, la compartimentación del espacio, la reducida abertura que da paso al ábside, los mismos ábsides con planta de herradura y la frecuencia de otro ábside opuesto, al oeste, dan pie a establecer semejanzas con el arte Visigótico avanzado y el Mozárabe (cuevas de los moros). Los arcos fajones simulados de Las Gobas (Laño) recuerdan la cripta de San Antolín, visigótica, en Palencia, aunque la fecha del tramo en cuestión se considera tardía. Cabe la semejanza con la bóveda de Santa María del Naranco (Oviedo) del Arte asturiano.[cita requerida]

## Cronología y uso
Después de su uso por los eremitas, ya en el siglo VII estas cuevas constituyen una aldea que, entre los siglos VIII y IX fue abandonada desplazándose la población hacia la actual Laño. A partir del siglo IX se modificaron las cuevas y sus alrededores para alojar sepulturas. El uso como necrópolis se mantuvo hasta el siglo siglo XI momento en el que el conjunto fue abandonado y utilizado como establos para ganado.

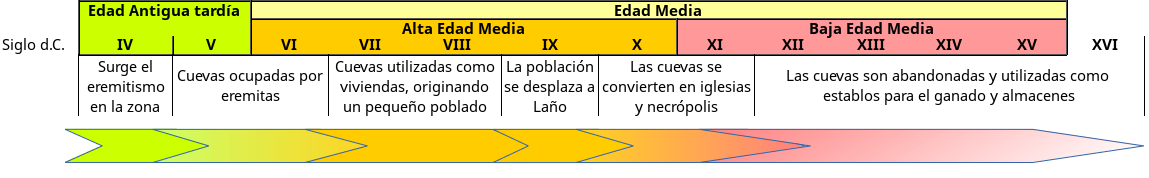
Cronología de uso de las cuevas de las Gobas de Laño-Santorkaria

## Tipos de cuevas
Hay varios tipos de cuevas:
- Eremitorios. Son las cuevas originales. Tiene un tamaño muy pequeño, apenas diseñadas para alojar una persona. Pudieron servir también como celdas de castigo y de retiro.
- Viviendas. Destinadas a la población, cuentan con bancos y camas de piedra. Las cocina se encontraban en cabañas externas, así como los corrales y áreas de trabajo.
- Almacenes. Aparecen excavadas en altura y su único acceso era mediante escalas, quedando así a salvo de ladrones y animales.
- Iglesias. Las cuevas más espectaculares son las Iglesias. En Laño hay dos tipos, las de ábsides contrapuestos y la de un solo ábside. Hay quien ha visto influencias norte africanas en estas iglesias, aunque parece que lo más aceptado es que pertenecen a una liturgia visigótica y mozárabe. Su construcción data del periodo comprendido entre finales del siglo VI y finales del VIII.

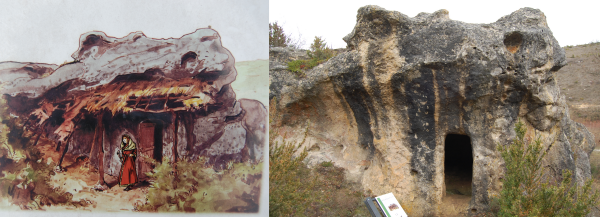
Gobas de Laño-Cueva de La Dotora

- Necrópolis. Existen tres tipos de tumbas:
  - De bañera o trapezoidal. Se realiza en el suelo y se entierra sin ataúd. Se solían tapar con losas.
  - Nichos. Se abren en las paredes de las cuevas.
  - Antropomorfas. Igual que las de bañera, pero en el lugar en que se deposita la cabeza tienen un saliente.

Varias leyendas rodean una pequeña cavidad que se encuentra apartada del resto, la “Cueva de la Dotora” (doctora en castellano). Una de ella dice que aquí vivió la última mujer de la comunidad que habitaba las cuevas. Otra dice que fue la morada de los últimos días de vida de una habitante de Laño.Y otra, que una señora muy educada y con modales de señora distinguida y culta, de ahí el nombre de la cueva. Un día se despidió y nunca más se supo de ella.